# Sigismondo d’India
Sigismondo d’India (ur. ok. 1580 w Palermo, zm. 1629 przypuszczalnie w Modenie) – włoski muzyk, śpiewak i kompozytor okresu baroku.
Pochodził z rodziny szlacheckiej. W latach 1600–1610 odbył wiele podróży po Italii, odwiedził m.in. Florencję i koncertował w Rzymie. Od 1611 do 1623 roku był nadwornym kompozytorem książąt sabaudzkich w Turynie, następnie 1623–1624 przebywał na dworze książąt d’Este w Modenie.
Tworzył monodie, madrygały i lamenty. Jego muzyka charakteryzuje się ekspresyjnym, manierystycznym stylem. Po śmierci jego twórczość popadła w zapomnienie, współcześnie jest ceniona na równi z dokonaniami Monteverdiego.